# Betty Trask-díj
A Betty Trask-díj (Betty Trask Award) egy nemzetközi irodalmi díj nemzetközösségi állampolgárok számára, melyet olyan első-regényes íróknak ad át a Society of Authors (Szerzők Társasága), akik 35. életévüket még nem töltötték be. A díjat 1984 óta osztják ki, melynek összdíjazása minden évben 25 000 £. Az irodalmi elismerést kifejezetten a hagyományos vagy romantikus regényeknek szánják, kísérletező jellegű irodalmak nem vehetnek részt. Díjat kaphat kiadott és még kiadatlan mű is. A díjat a bő harminc romantikus regénnyel büszkélkedhető, néhai Betty Trask író hagyatékából támogatják.

## Fontosabb díjazottak
Megjegyzés: a lista nem teljes, néhány év kimaradt a felsorolásból.
| Év   | Szerző                 | Eredeti cím                              | Magyar cím | Pénzdíj  |
| ---- | ---------------------- | ---------------------------------------- | ---------- | -------- |
| 1984 | Clare Nonhebel         | Cold Showers                             |            | 6750 £   |
|      | James Buchan           | A Parish of Rich Women                   |            | 1 000 £  |
| 1985 | Susan Kay              | Legacy                                   |            | 12 500 £ |
| 1986 | Tim Parks              | Tongues of Flame                         |            | 9 000 £  |
|      | Matthew Kneale         | Whore Banquets                           |            | 1 000 £  |
|      | Kate Saunders          | The Prodigal Father                      |            | 1 000 £  |
| 1987 | Peter Benson           | The Levels                               |            | 4 500 £  |
|      | H. S. Bhabra           | Gestures                                 |            | 1 000 £  |
| 1988 | Candia McWilliam       | A Case of Knives                         |            | 6 500 £  |
|      | Glenn Patterson        | Burning Your Own                         |            | 2 000 £  |
| 1990 | Robert McLiam Wilson   | Ripley Bogle                             |            | 16 000 £ |
|      | Nicholas Shakespeare   | The Vision of Elena Silves               |            | 3 000 £  |
| 1991 | Amit Chaudhuri         | A Strange and Sublime Address            |            | 10 000 £ |
|      | Lesley Glaister        | Honour Thy Father                        |            | 2 000 £  |
|      | Nino Ricci             | Lives of the Saints                      |            | 2 000 £  |
| 1992 | Tibor Fischer          | Under the Frog                           |            | 3 000 £  |
|      | Edward St Aubyn        | Never Mind                               |            | 3 000 £  |
| 1993 | Joanna Briscoe         | Mothers and Other Lovers                 |            | 3 000 £  |
| 1994 | Colin Bateman          | Divorcing Jack                           |            | 3 000 £  |
|      | Nadeem Aslam           | Season of the Rainbirds                  |            | 10 000 £ |
|      | Guy Burt               | After the Hole                           |            | 1 000 £  |
| 1995 | Mark Behr              | The Smell of Apples                      |            | 8 000 £  |
|      | Madeleine Wickham      | The Tennis Party                         |            | 1 000 £  |
| 1996 | Meera Syal             | Anita and Me                             |            | 2 000 £  |
|      | John Lanchester        | The Debt to Pleasure                     |            | 8 000 £  |
| 1997 | Alex Garland           | The Beach                                |            | 12 000 £ |
|      | Ardashir Vakil         | Beach Boy                                |            | 5 000 £  |
|      | Diran Adebayo          | Some Kind of Black                       |            | 1 500 £  |
| 1998 | Kiran Desai            | Hullabaloo in the Guava Orchard          |            | 10 000 £ |
|      | Nick Earls             | Zigzag Street                            |            | 8 000 £  |
|      | Tobias Hill            | Underground                              |            | 1 000 £  |
| 1999 | Elliot Perlman         | Three Dollars                            |            | 7 000 £  |
|      | Giles Foden            | The Last King of Scotland                |            | 4 000 £  |
|      | Sarah Waters           | Tipping the Velvet                       |            | 1 000 £  |
|      | Catherine Chidgey      | In a Fishbone Church                     |            | 6 000 £  |
|      | Dennis Bock            | Olympia                                  |            | 3 000 £  |
|      | Rajeev Balasubramanyam | In Beautiful Disguises                   |            | 2 500 £  |
| 2001 | Zadie Smith            | White Teeth                              |            | 8 000 £  |
|      | Mohsin Hamid           | Moth Smoke                               |            | 2 500 £  |
|      | Justin Hill            | The Drink and Dream Teahouse             |            | 5 000 £  |
|      | Maggie O'Farrell       | After You'd Gone                         |            | 5 000 £  |
|      | Patrick Neate          | Musungu Jim                              |            | 2 500 £  |
| 2002 | Hari Kunzru            | The Impressionist                        |            | 8 000 £  |
|      | Rachel Seiffert        | The Dark Room                            |            | 5 000 £  |
|      | Helen Cross            | My Summer of Love                        |            | 2 000 £  |
|      | Gwendoline Riley       | Cold Water                               |            | 2 000 £  |
| 2003 | Stephanie Merritt      | Gaveston                                 |            | 4 000 £  |
|      | Jon McGregor           | If Nobody Speaks of Remarkable Things    |            | 10 000 £ |
|      | Adam Thirlwell         | Politics                                 |            | 1 000 £  |
|      | Zoe Strachan           | Negative Space                           |            | 2 000 £  |
| 2005 | Helen Walsh            | Brass                                    |            | 2 000 £  |
| 2006 | Nick Laird             | Utterly Monkey                           |            | 10 000 £ |
|      | Nicola Monaghan        | The Killing Jar                          |            | 5 000 £  |
|      | Peter Hobbs            | The Short Day Dying                      |            | 5 000 £  |
| 2007 | Will Davis             | My Side of the Story                     |            | 10 000 £ |
|      | Adam Foulds            | The Truth About These Strange Times      |            | 2 500 £  |
|      | Cynan Jones            | The Long Dry                             |            | 2 500 £  |
|      | Julie Maxwell          | You Can Live Forever                     |            | 2 500 £  |
|      | Karen Mcleod           | In Search of the Missing Eyelash         |            | 2 500 £  |
| 2008 | David Szalay           | London and the South-East                |            | 10 000 £ |
|      | Ross Raisin            | God's Own Country                        |            | 6 000 £  |
|      | Thomas Leveritt        | The Exchange Rate Between Love and Money |            | 2 000 £  |
|      | Anna Ralph             | The Floating Island                      |            | 2 000 £  |
| 2009 | Samantha Harvey        | The Wilderness                           |            | 12 000 £ |
|      | Eleanor Catton         | The Rehearsal                            |            | 8 000 £  |
| 2010 | Nadifa Mohamed         | Black Mamba Boy                          |            | 10 000 £ |
|      | Evie Wyld              | After the Fire, A Still Small Voice      |            | 7 000 £  |
|      | Jenn Ashworth          | A Kind of Intimacy                       |            | 1 500 £  |
|      | Adaobi Tricia Nwaubani | I Do Not Come to You by Chance           |            | 1 500 £  |
| 2011 | Anjali Joseph          | Saraswati Park                           |            | 10 000 £ |
|      | Laura Barton           | Twenty-One Locks                         |            | 6 000 £  |
|      | Simon Lelic            | Rupture                                  |            | 2 500 £  |
|      | Robert Williams        | Luke and Jon                             |            | 2 500 £  |
| 2012 | David Whitehouse       | Bed                                      |            | 8 000 £  |
|      | Kalinda Ashton         | The Danger Game                          |            | 3 000 £  |
|      | Elizabeth Day          | Scissors, Paper, Stone                   |            | 3 000 £  |
|      | Annabel Pitcher        | My Sister Lives on the Mantelpiece       |            | 3 000 £  |
|      | Emma Jane Unsworth     | Hungry the Stars and Everything          |            | 3 000 £  |
| 2013 | Grace McCleen          | The Land of Decoration                   |            | 8 000 £  |
|      | Chibundu Onuzo         | The Spider King's Daughter               |            | 7 000 £  |
|      | Francesca Segal        | The Innocents                            |            | 2 500 £  |
|      | Will Wiles             | Care of Wooden Floors                    |            | 2 500 £  |

## Lásd még
- Irodalmi díjak listája
- Angol irodalom
- Brit irodalmi díjak listája